# آلیس (مجموعه تلویزیونی)
آلیس (به انگلیسی: Alice) یک مجموعه تلویزیونی کمدی موقعیت آمریکایی است که بین سال‌های ۱۹۷۶ تا ۱۹۸۵ پخش می‌شد.